# Chloromyia speciosa
Espèce
Chloromyia speciosa est une espèce d'insectes diptères brachycères, une mouche de la famille des Stratiomyidae vivant en Europe.

## Description
Ressemble à Chloromyia formosa mais ailes plus sombres et tarses postérieurs jaunâtres.

## Habitat
L'imago fréquente les bois, les haies, les jardins où il peut butiner les fleurs. Les larves vivent dans le sol humide et la litière. 